# Nekrolog 3. Quartal 1983
Nekrolog
◄◄
| ◄
| 1979
| 1980
| 1981
| 1982
| 1983 | 1984 | 1985 | 1986 | 1987 | ► | ►►
1. Quartal |
2. Quartal |
3. Quartal |
4. Quartal 1983
Weitere Ereignisse | Allgemeiner Nekrolog 1983
Die Beschreibung der verstorbenen Person sollte so kurz wie möglich gehalten sein und nur deren signifikante Tätigkeit(en) enthalten.
Neue Namen ggf. auch unter dem Geburts- und Sterbedatum, also etwa unter 1. Januar und im Geburts- und Sterbejahr (2024) eintragen (nur bei entsprechender großer Wichtigkeit). Für Beispiele siehe die schon vorhandenen Artikel.
Außerdem über die fünf zuletzt Verstorbenen, zu denen es einen ausreichend guten Artikel für eine Präsentation auf der Hauptseite gibt, nach der todesbedingten Überarbeitung der Artikel ggf. auch unter Wikipedia Diskussion:Hauptseite informieren und sie am besten auch in den anderen Wikipedia-Sprachversionen eintragen. Tipp: Regelmäßig bei news.google.de nach „ist tot“, „gestorben“ oder „verstorben“ suchen.
Wenn eine Person gestorben ist, gibt es viele Seiten zu dieser Person in der Wikipedia, die davon auch betroffen sind und entsprechend aktualisiert werden müssen. Beispiele: Namenübersichtsseite, Geburtsjahr, Geburtsort-Seiten und viele mehr.
Wie finde ich die betroffenen Seiten?
Im Suchfeld auf der linken Seite gibt man den Suchbegriff so ein: „Vorname Nachname“. Dann klickt man auf Volltext und alle Seiten mit entsprechendem Suchtext werden aufgerufen. Hier sieht man dann schnell, wo auch das Todesjahr Sinn macht oder sogar ein Teil des Artikels angepasst werden muss. Auch hilft das „Werkzeug“ auf der linken Seite sehr gut, um solche Seiten aufzufinden: „Links auf diese Seite“. Somit ist die Wikipedia wieder aktuell in allen Bereichen! Hinweis: bei Eintragung der Kategorie „Gestorben JAHR“ wird der Missbrauchsfilter 49 ausgelöst, was jedoch nicht schlimm ist. Siehe: Spezial:Missbrauchsfilter/49
Dies ist eine Liste von im dritten Quartal 1983 verstorbenen bekannten Persönlichkeiten. Die Einträge erfolgen innerhalb der einzelnen Daten alphabetisch sortiert. Tiere sind im Nekrolog für Tiere zu finden.

## Juli
| Tag      | Name                              | Beruf, bekannt als                                                                                              | Alter | Beleg |
| -------- | --------------------------------- | --- | ----- | ----- |
| 1. Juli  | Charles G. Clarke                 | US-amerikanischer Kameramann                                                                                    | 84    |       |
| 1. Juli  | Richard Buckminster Fuller        | US-amerikanischer Wissenschaftler, Architekt, Konstrukteur, Designer und Schriftsteller                         | 87    |       |
| 1. Juli  | Rudolf Jahns                      | deutscher Maler und Grafiker                                                                                    | 87    |       |
| 1. Juli  | Erich Juskowiak                   | deutscher Fußballspieler                                                                                        | 56    |       |
| 1. Juli  | Tupua Tamasese Lealofi IV.        | samoanischer Politiker, Premierminister von Samoa                                                               | 61    |       |
| 1. Juli  | István Molnár                     | ungarischer Wasserballspieler                                                                                   | 70    |       |
| 1. Juli  | Sandy Mosse                       | US-amerikanischer Tenorsaxophonist des Swing und des Modern Jazz                                                | 54    |       |
| 2. Juli  | László Budai                      | ungarischer Fußballspieler                                                                                      | 54    |       |
| 2. Juli  | Hans Mehlhorn                     | deutscher Bobfahrer                                                                                             | 83    |       |
| 2. Juli  | Vladimír Neff                     | tschechischer Schriftsteller, Übersetzer, Drehbuchautor                                                         | 74    |       |
| 2. Juli  | Ludwig Schwerin                   | deutsch-israelischer Maler, Graphiker und Buchillustrator                                                       | 85    |       |
| 2. Juli  | Bartolomej Urbanec                | slowakischer Komponist und Dirigent                                                                             | 64    |       |
| 3. Juli  | Erich Fuchs                       | deutscher Maler                                                                                                 | 93    |       |
| 3. Juli  | Alfred Hoffmann                   | österreichischer Wirtschaftshistoriker                                                                          | 79    |       |
| 3. Juli  | Rudolf Rupec                      | österreichischer und jugoslawischer Fußballspieler                                                              | 86    |       |
| 4. Juli  | John Bodkin Adams                 | britischer Mediziner, mutmaßlicher Serienmörder                                                                 | 84    |       |
| 4. Juli  | Leo Berger                        | Schweizer Bildhauer                                                                                             | 98    |       |
| 4. Juli  | Ted Berrigan                      | US-amerikanischer Dichter                                                                                       | 48    |       |
| 4. Juli  | Alfred Hoffmann                   | deutscher Eishockeytorwart                                                                                      | 68    |       |
| 4. Juli  | Wallace P. Rowe                   | US-amerikanischer Virologe und Krebsforscher                                                                    | 57    |       |
| 5. Juli  | Alec Cheyne                       | schottischer Fußballspieler und -trainer                                                                        | 76    |       |
| 5. Juli  | Krunoslav Draganović              | jugoslawischer Priester, Franziskaner (OFM), Ustascha und NS-Fluchthelfer                                       | 79    |       |
| 5. Juli  | Kurt Hassebrauk                   | deutscher Phytomediziner                                                                                        | 81    |       |
| 5. Juli  | Paul M. Herbert                   | US-amerikanischer Politiker                                                                                     | 93    |       |
| 5. Juli  | Heinrich Höflich                  | deutscher SS-Führer und Teilnehmer am Hitler-Ludendorff-Putsch                                                  | 88    |       |
| 5. Juli  | Harry James                       | US-amerikanischer Trompeter und Bandleader                                                                      | 67    |       |
| 5. Juli  | Benjamin Thau                     | US-amerikanischer Film-Manager                                                                                  | 84    |       |
| 5. Juli  | Václav Trojan                     | tschechischer Komponist                                                                                         | 76    |       |
| 5. Juli  | Ernestine Washington              | US-amerikanische Gospelsängerin                                                                                 | 69    |       |
| 5. Juli  | Hennes Weisweiler                 | deutscher Fußballtrainer                                                                                        | 63    |       |
| 5. Juli  | Konrad Wölki                      | deutscher Komponist, Mandolinist                                                                                | 78    |       |
| 6. Juli  | Frank G. Back                     | österreichisch-US-amerikanischer Ingenieur                                                                      | 80    |       |
| 6. Juli  | Adolf Kratzer                     | deutscher theoretischer Physiker                                                                                | 89    |       |
| 6. Juli  | Karl Gerhard Steck                | evangelischer Theologe und Hochschullehrer                                                                      | 75    |       |
| 7. Juli  | Rudolf Andersen                   | dänischer Turner                                                                                                | 83    |       |
| 7. Juli  | Adalberts Bubenko                 | lettischer Geher                                                                                                | 73    |       |
| 7. Juli  | Johann Frank                      | deutscher Kirchenverwaltungsjurist                                                                              | 54    |       |
| 7. Juli  | Alexander Fu Sheng                | chinesischer Schauspieler                                                                                       | 28    |       |
| 7. Juli  | Otto-Friedrich Gandert            | deutscher Altertumswissenschaftler                                                                              | 84    |       |
| 7. Juli  | Herman Kahn                       | US-amerikanischer Kybernetiker                                                                                  | 61    |       |
| 7. Juli  | Samuel Kaylin                     | ukrainisch-US-amerikanischer Filmkomponist                                                                      | 91    |       |
| 7. Juli  | Joseph P. LaSalle                 | US-amerikanischer Mathematiker                                                                                  | 67    |       |
| 7. Juli  | Heinrich Roth                     | deutscher Entwicklungspädagoge                                                                                  | 77    |       |
| 8. Juli  | Aaron L. Ford                     | US-amerikanischer Politiker                                                                                     | 79    |       |
| 8. Juli  | David E. Green                    | US-amerikanischer Biochemiker                                                                                   | 72    |       |
| 8. Juli  | Walter Hertel                     | deutscher Offizier, Generalingenieur der Luftwaffe im Zweiten Weltkrieg                                         | 85    |       |
| 8. Juli  | Margrethe Kruse                   | dänische Krankenschwester und Präsidentin des International Council of Nurses                                   | 74    |       |
| 8. Juli  | Takayanagi Shigenobu              | japanischer Dichter                                                                                             | 60    |       |
| 8. Juli  | Lammar Wright junior              | US-amerikanischer Jazztrompeter                                                                                 | 55    |       |
| 9. Juli  | Gottfried Brockmann               | deutscher gesellschaftskritischer Künstler und Hochschullehrer                                                  | 79    |       |
| 9. Juli  | Roger Fernay                      | französischer Schauspieler, Dichter, Liedtexter und Verbandsfunktionär                                          | 77    |       |
| 9. Juli  | Leo Gottesleben                   | deutscher Politiker (CDU), MdB                                                                                  | 74    |       |
| 9. Juli  | Bettina Hürlimann                 | deutsch-schweizerische Verlegerin und Kinderbuchautorin                                                         | 74    |       |
| 9. Juli  | Sven Jacobsson                    | schwedischer Fußballspieler                                                                                     | 69    |       |
| 9. Juli  | Franz Linz                        | deutscher Kommunalpolitiker, Bürgermeister von Bad Godesberg                                                    | 75    |       |
| 9. Juli  | Otto Wacek                        | österreichischer Komponist                                                                                      | 90    |       |
| 10. Juli | Mona von Bismarck                 | US-amerikanische Philanthropin                                                                                  | 86    |       |
| 10. Juli | Estrellita Castro                 | spanische Sängerin und Schauspielerin                                                                           | 75    |       |
| 10. Juli | Werner Egk                        | deutscher Komponist                                                                                             | 82    |       |
| 10. Juli | Wolfgang Lukschy                  | deutscher Theater- und Filmschauspieler sowie Synchronsprecher                                                  | 77    |       |
| 10. Juli | Sixtus O’Connor                   | amerikanischer Priester und während des Nürnberger Prozesses gegen die Hauptkriegsverbrecher Seelsorger der ... | 74    |       |
| 10. Juli | Kurt L. Schwarz                   | österreichischer Antiquar und Kunsthistoriker                                                                   | 74    |       |
| 10. Juli | Else Wolz                         | deutsche Schauspielerin                                                                                         | 75    |       |
| 11. Juli | Adolf Weniaminowitsch Butkewitsch | sowjetischer Wissenschaftler auf dem Gebiet der Geodätischen Astronomie                                         | 69    |       |
| 11. Juli | Josef Fink                        | österreichischer Politiker (ÖVP), Landtagsabgeordneter zum Vorarlberger Landtag                                 | 73    |       |
| 11. Juli | Richard K. Gershon                | US-amerikanischer Immunologe                                                                                    | 50    |       |
| 11. Juli | Horst-Günther Güttner             | deutscher Pathologe, Rektor der Medizinischen Akademie „Carl Gustav Carus“                                      | 71    |       |
| 11. Juli | William L. Hadden                 | US-amerikanischer Politiker                                                                                     | 86    |       |
| 11. Juli | Ross Macdonald                    | US-amerikanischer Krimi-Schriftsteller                                                                          | 68    |       |
| 11. Juli | Arthur Müller                     | deutscher Motorradrennfahrer                                                                                    | 79    |       |
| 11. Juli | Geoffrey Paul                     | britischer Theologe; Bischof von Bradford                                                                       | 62    |       |
| 11. Juli | Charles Prévost                   | französischer Chemiker (Organische Chemie)                                                                      | 84    |       |
| 11. Juli | Stanisław Skupień                 | polnischer Skilangläufer                                                                                        | 76    |       |
| 11. Juli | Karl Zillner                      | österreichischer Politiker (SPÖ), Präsident des Salzburger Landtages                                            | 57    |       |
| 12. Juli | Zénon Bacq                        | belgischer Strahlenbiologe und Hochschullehrer                                                                  | 79    |       |
| 12. Juli | Edwin Denby                       | US-amerikanischer moderner Tänzer, Tanzkritiker, Dichter, Librettist und Filmschauspieler                       | 80    |       |
| 12. Juli | Marianne Flügge-Oeri              | schweizerisch-deutsche Juristin, engagierte sich früh in der politischen Frauenbildung                          | 72    |       |
| 12. Juli | Helmut Mommsen                    | deutscher Kinderarzt                                                                                            | 86    |       |
| 12. Juli | Rudolf Nehmer                     | deutscher Maler und Grafiker                                                                                    | 71    |       |
| 12. Juli | Hajo Ortil                        | deutscher Autor                                                                                                 | 78    |       |
| 12. Juli | Walter Senn                       | Schweizer Architekt und Möbeldesigner                                                                           | 77    |       |
| 12. Juli | Ernst Gabor Straus                | deutsch-US-amerikanischer Mathematiker                                                                          | 61    |       |
| 12. Juli | Erich Warsitz                     | deutscher Testpilot                                                                                             | 76    |       |
| 12. Juli | Chris Wood                        | britischer Rockmusiker                                                                                          | 39    |       |
| 13. Juli | Franz Lorenz                      | deutscher Schriftsteller und Journalist                                                                         | 81    |       |
| 13. Juli | Hansom Milde-Meißner              | deutscher Komponist                                                                                             | 84    |       |
| 13. Juli | Valto Olenius                     | finnischer Stabhochspringer                                                                                     | 62    |       |
| 13. Juli | Dolores Prato                     | italienische Schriftstellerin                                                                                   | 91    |       |
| 13. Juli | Gabrielle Roy                     | franko-kanadische Schriftstellerin                                                                              | 74    |       |
| 14. Juli | Oskar Jerochnik                   | deutscher Musiker, Arrangeur und Komponist                                                                      | 81    |       |
| 14. Juli | William Spencer                   | US-amerikanischer Leichtathlet                                                                                  | 82    |       |
| 15. Juli | Eddie Foy junior                  | US-amerikanischer Film- und Theaterschauspieler                                                                 | 78    |       |
| 15. Juli | Robert Goix                       | französischer Leichtathlet                                                                                      | 77    |       |
| 15. Juli | Fritz Ketz                        | deutscher Maler                                                                                                 | 80    |       |
| 15. Juli | Hermann Werner Kubsch             | deutscher Schriftsteller                                                                                        | 72    |       |
| 15. Juli | Elbert Root                       | US-amerikanischer Wasserspringer                                                                                | 67    |       |
| 15. Juli | Ludwig Nawrotzky                  | deutscher Zeichner und Illustrator                                                                              | 71    |       |
| 16. Juli | Mike Keyzer                       | niederländischer Diplomat, Politiker und Rundfunkintendant                                                      | 71    |       |
| 16. Juli | Paul Kunze                        | niederländischer Fechter                                                                                        | 78    |       |
| 16. Juli | Michel Micombero                  | burundischer Politiker, Präsident von Burundi                                                                   | 43    |       |
| 16. Juli | Otto Mørkholm                     | dänischer Numismatiker                                                                                          | 52    |       |
| 16. Juli | Pablo O’Higgins                   | US-amerikanisch-mexikanischer Künstler                                                                          | 79    |       |
| 16. Juli | Wilhelm Rahmsdorf                 | deutscher Ökonom und Bankmanager (Präsident der Landeszentralbank Niedersachsen)                                | 74    |       |
| 16. Juli | Samson Raphaelson                 | US-amerikanischer Drehbuchautor                                                                                 | 87    |       |
| 16. Juli | Helmuth Schwenn                   | deutscher Wasserballspieler                                                                                     | 70    |       |
| 17. Juli | Erik Börjesson                    | schwedischer Fußballspieler                                                                                     | 94    |       |
| 17. Juli | Peter Brang                       | deutscher Schauspieler und Regisseur                                                                            | 85    |       |
| 17. Juli | Robert Cornford                   | britischer Jazzmusiker, Dirigent und Komponist                                                                  | 43    |       |
| 17. Juli | John Leonard, Baron Leonard       | britischer Politiker                                                                                            | 73    |       |
| 17. Juli | Luise Leven                       | deutsche Musikwissenschaftlerin, Musikerin und Musikpädagogin                                                   | 83    |       |
| 17. Juli | Roosevelt Sykes                   | US-amerikanischer Blues-Pianist                                                                                 | 77    |       |
| 18. Juli | Hans Bahrs                        | deutscher Schriftsteller                                                                                        | 66    |       |
| 18. Juli | Wilhelm Evers                     | deutscher Geograph                                                                                              | 76    |       |
| 18. Juli | Salo Flohr                        | tschechoslowakisch-sowjetischer Schachmeister                                                                   | 74    |       |
| 18. Juli | Ernst Fricke                      | deutscher Politiker (SPD), MdL                                                                                  | 71    |       |
| 18. Juli | Helmut Graßhoff                   | deutscher Slawist                                                                                               | 57    |       |
| 18. Juli | Kurt Herholz                      | deutscher Politiker (KPD/SED) und Gewerkschafter, antifaschistischer Widerstandskämpfer                         | 77    |       |
| 18. Juli | Jimmy Liggins                     | US-amerikanischer R&B-Gitarrist, Sänger und Bandleader                                                          | 60    |       |
| 19. Juli | Alexia Bryn                       | norwegische Eiskunstläuferin                                                                                    | 94    |       |
| 19. Juli | Al Lucas                          | kanadischer Jazzbassist                                                                                         | 66    |       |
| 19. Juli | Erik Ode                          | deutscher Schauspieler, Regisseur und Synchronsprecher                                                          | 72    |       |
| 19. Juli | Friedrich Sarow                   | deutscher Nationalökonom (SPD/SED)                                                                              | 78    |       |
| 20. Juli | E. Preston Ames                   | US-amerikanischer Art Director und Szenenbildner                                                                | 77    |       |
| 20. Juli | Åke Andersson                     | schwedischer Fußballspieler                                                                                     | 66    |       |
| 20. Juli | Gerhard Mehnert                   | deutscher Medienwissenschaftler, Chefredakteur und Japanologe                                                   | 68    |       |
| 20. Juli | Heinrich van Thiel                | deutscher Bauingenieur und Gewerkschafter                                                                       | 87    |       |
| 20. Juli | Tibère Vadi                       | Schweizer Architekt                                                                                             | 59    |       |
| 21. Juli | Reva Beck Bosone                  | US-amerikanische Politikerin                                                                                    | 88    |       |
| 21. Juli | Iwan Funew                        | bulgarischer Bildhauer                                                                                          | 82    |       |
| 21. Juli | Norman J. Holter                  | US-amerikanischer Biophysiker                                                                                   | 69    |       |
| 21. Juli | Franz Karl Meyer                  | deutscher Politiker (SPD)                                                                                       | 77    |       |
| 21. Juli | Jimmy Pruett                      | US-amerikanischer Country-Musiker                                                                               | 58    |       |
| 21. Juli | Marian Wodziański                 | polnischer Ruderer                                                                                              | 81    |       |
| 22. Juli | Rudolf Caltofen                   | deutscher Schriftsteller, Hörspielautor, Übersetzer, Journalist                                                 | 88    |       |
| 22. Juli | Reginald Oswald Gibson            | britischer Chemiker                                                                                             | 80    |       |
| 22. Juli | Christian Rack                    | deutscher Pädagoge und Politiker (CDU), MdL                                                                     | 83    |       |
| 22. Juli | Peter Jakob Schober               | deutscher Maler des Expressiven Realismus                                                                       | 85    |       |
| 22. Juli | Darrell Silvera                   | US-amerikanischer Szenenbildner und Artdirector                                                                 | 82    |       |
| 23. Juli | Georges Auric                     | französischer Komponist                                                                                         | 84    |       |
| 23. Juli | Aenni Hartung                     | deutsche Malerin                                                                                                | 92    |       |
| 23. Juli | Helmut Meyer                      | deutscher Schriftsteller                                                                                        | 78    |       |
| 23. Juli | Frances E. Willis                 | US-amerikanische Diplomatin                                                                                     | 84    |       |
| 24. Juli | Wolfgang Bechtle                  | deutscher Schriftsteller und Naturfotograf                                                                      | 63    |       |
| 24. Juli | Nicolaus von Below                | deutscher Oberst, persönlicher Luftwaffenadjutant von Adolf Hitler                                              | 75    |       |
| 24. Juli | Günter Birghan                    | deutscher Politiker (CDU)                                                                                       | 44    |       |
| 24. Juli | Renée Frachon                     | französische Dichterin und Mäzenin                                                                              | 102   |       |
| 24. Juli | Karl Grabenhorst                  | deutscher Architekt und preußischer Baubeamter                                                                  | 86    |       |
| 24. Juli | Eberhard Hopf                     | deutsch-US-amerikanischer Mathematiker                                                                          | 81    |       |
| 25. Juli | Bobby Finan                       | schottischer Fußballspieler                                                                                     | 71    |       |
| 25. Juli | Jean Mandaroux                    | französischer Filmarchitekt                                                                                     | 66    |       |
| 25. Juli | Jerome Moross                     | US-amerikanischer Komponist                                                                                     | 69    |       |
| 25. Juli | Henry Primakoff                   | US-amerikanischer theoretischer Physiker                                                                        | 69    |       |
| 25. Juli | Rudolf Sabetzer                   | österreichischer Fußball-Nationalspieler                                                                        | 49    |       |
| 26. Juli | Gustav Beer                       | österreichisch-amerikanischer Schriftsteller                                                                    | 95    |       |
| 26. Juli | Ludwig Bewilogua                  | deutscher Physiker und Hochschullehrer                                                                          | 76    |       |
| 26. Juli | Friedrich Ludwig Breusch          | deutscher Chemiker                                                                                              | 79    |       |
| 26. Juli | Heinz Erich Eisenhuth             | deutscher evangelischer Theologe, Nationalsozialist                                                             | 80    |       |
| 26. Juli | Adolf Exeler                      | katholischer Geistlicher und Pastoraltheologe                                                                   | 57    |       |
| 26. Juli | Franz Fischer                     | deutscher Offizier, zuletzt SS-Brigadeführer                                                                    | 87    |       |
| 26. Juli | Gerhard Graf                      | deutscher Kommunalpolitiker                                                                                     | 62    |       |
| 26. Juli | Roberto Lacedelli                 | italienischer Skisportler                                                                                       | 64    |       |
| 26. Juli | Charlie Rivel                     | spanischer Clown                                                                                                | 87    |       |
| 26. Juli | Friedrich Schnapp                 | deutscher Musikwissenschaftler und Germanist                                                                    | 82    |       |
| 26. Juli | Arpad Wigand                      | deutscher SS-Oberführer und SSPF Warschau                                                                       | 77    |       |
| 27. Juli | Alfred Roedig                     | deutscher Chemiker                                                                                              | 72    |       |
| 27. Juli | Ernst Tamm                        | deutscher Pflanzenbauwissenschaftler mit dem Forschungsschwerpunkt Agrarklimatologie                            | 85    |       |
| 27. Juli | Anne-Marie Tausch                 | deutsche Psychologin und Hochschullehrerin                                                                      | 58    |       |
| 28. Juli | Rolf Burchard                     | deutscher Gymnasiallehrer und Maler                                                                             | 69    |       |
| 28. Juli | Stjepan Đureković                 | jugoslawischer Industriemanager, Dissident und Schriftsteller                                                   | 56    |       |
| 28. Juli | Theo Frisch-Gerlach               | österreichischer Schauspieler, Theaterregisseur, Hörspielsprecher und Hörspielautor                             | 76    |       |
| 28. Juli | Willi König                       | deutscher Politiker und Abgeordnete (KPD, SED)                                                                  | 76    |       |
| 28. Juli | Carl Rabus                        | deutscher Maler und Grafiker                                                                                    | 85    |       |
| 28. Juli | Carlos Vasallo Rojas              | chilenischer Politiker und Diplomat                                                                             | 75    |       |
| 28. Juli | Karl Würbel                       | österreichischer Politiker, Vorarlberger Landtagsabgeordneter (SPÖ)                                             | 93    |       |
| 29. Juli | Luis Buñuel                       | spanisch-mexikanischer Filmemacher                                                                              | 83    |       |
| 29. Juli | Rocco Chinnici                    | italienischer Staatsanwalt und Ermittlungsrichter                                                               | 58    |       |
| 29. Juli | Burrill Crohn                     | US-amerikanischer Arzt, Zweitbeschreiber des Morbus Crohn                                                       | 99    |       |
| 29. Juli | Wilhelm Egginger                  | deutscher Eishockeytorwart                                                                                      | 71    |       |
| 29. Juli | Manuel Ferreira                   | argentinischer Fußballspieler                                                                                   | 77    |       |
| 29. Juli | Albert Hehn                       | deutscher Schauspieler                                                                                          | 74    |       |
| 29. Juli | Anton Henze                       | deutscher Kunsthistoriker, Kulturjournalist und Autor                                                           | 69    |       |
| 29. Juli | Raymond Massey                    | kanadisch-amerikanischer Schauspieler                                                                           | 86    |       |
| 29. Juli | David Niven                       | britischer Schauspieler                                                                                         | 73    |       |
| 29. Juli | Adolf Oertmann                    | deutscher Politiker (CDU), MdL                                                                                  | 80    |       |
| 29. Juli | Carlo Orlandi                     | italienischer Boxer im Leichtgewicht                                                                            | 73    |       |
| 30. Juli | Gustav Bürgermeister              | deutscher Statiker und Hochschullehrer                                                                          | 77    |       |
| 30. Juli | Bertus Caldenhove                 | niederländischer Fußballspieler                                                                                 | 69    |       |
| 30. Juli | Howard Dietz                      | US-amerikanischer Textdichter                                                                                   | 86    |       |
| 30. Juli | Lynn Fontanne                     | britische Film- und Theaterschauspielerin                                                                       | 95    |       |
| 30. Juli | Heinrich Krause                   | österreichischer Maler                                                                                          | 98    |       |
| 30. Juli | Toimi Tulikoura                   | finnischer Leichtathlet                                                                                         | 78    |       |
| 30. Juli | Fuzzy Vandivier                   | US-amerikanischer Basketballspieler                                                                             | 79    |       |
| 30. Juli | Edvard Wangberg                   | norwegischer Eisschnellläufer                                                                                   | 69    |       |
| 30. Juli | Herbert B. Warburton              | US-amerikanischer Politiker                                                                                     | 66    |       |
| 31. Juli | John Mansfield Addis              | britischer Botschafter                                                                                          | 69    |       |
| 31. Juli | Hans Fischer                      | deutscher Diplomat, Botschafter der DDR                                                                         | 59    |       |
| 31. Juli | Wilhelm Godau                     | deutscher Politiker (SPD Danzig) und Volkstagsabgeordneter                                                      | 92    |       |
| 31. Juli | Stig Nyström                      | schwedischer Fußballspieler                                                                                     | 63    |       |
| 31. Juli | Alfredo Olivos                    | chilenischer Fußballspieler                                                                                     | 59    |       |
| 31. Juli | Heinrich Otto                     | deutscher Politiker (KPD), Landrat des Kreises Siegen, MdL NRW                                                  | 89    |       |
| 31. Juli | Eva Pawlik                        | österreichische Eiskunstläuferin und Filmschauspielerin                                                         | 55    |       |
| 31. Juli | Otto Räcke                        | deutscher Kommunalpolitiker (SPD)                                                                               | 69    |       |
| 31. Juli | Max Schwabe                       | US-amerikanischer Politiker                                                                                     | 77    |       |
| 31. Juli | Leo Wislicki                      | deutsch-israelischer Mediziner                                                                                  | 81    |       |
| Juli     | Charles Drage                     | britischer Offizier und Sachbuchautor                                                                           | 86    |       |
| Juli     | Marthinus Theunissen              | südafrikanischer Leichtathlet                                                                                   | 72    |       |

## August
| Tag        | Name                              | Beruf, bekannt als                                                                                   | Alter | Beleg |
| ---------- | --------------------------------- | --- | ----- | ----- |
| 1. August  | Karl Boekholt                     | deutscher Pflanzenbauwissenschaftler und Pflanzenzüchter                                             | 81    |       |
| 1. August  | Lilian Mercedes Letona            | salvadorianische Guerillera und Revolutionärin                                                       | 28    |       |
| 1. August  | Alice Schmidt                     | deutsche Schriftstellerin                                                                            | 67    |       |
| 2. August  | Charles Eyck                      | niederländischer bildender Künstler                                                                  | 86    |       |
| 2. August  | James Jamerson                    | US-amerikanischer Bassist                                                                            | 47    |       |
| 2. August  | Rudolf Kotormány                  | rumänischer Fußballspieler                                                                           | 72    |       |
| 2. August  | Gottfried Neubert                 | deutscher Kirchenmusiker und Komponist                                                               | 56    |       |
| 2. August  | Auguste Zscherp                   | deutsche Politikerin (SPD), MdBB                                                                     | 82    |       |
| 3. August  | Guy Bethery                       | französischer Radrennfahrer                                                                          | 60    |       |
| 3. August  | Jan Brzękowski                    | polnischer Dichter, Poesietheoretiker und Schriftsteller                                             | 79    |       |
| 3. August  | Werner Hunnius                    | deutscher Pflanzenbauwissenschaftler                                                                 | 54    |       |
| 3. August  | Jobriath                          | US-amerikanischer Musiker                                                                            | 36    |       |
| 3. August  | Carolyn Jones                     | US-amerikanische Schauspielerin                                                                      | 53    |       |
| 3. August  | Mizushima San’ichirō              | japanischer Chemiker                                                                                 | 84    |       |
| 3. August  | Will Rogers                       | US-amerikanischer Politiker                                                                          | 84    |       |
| 4. August  | Mien van Bree                     | niederländische Radrennfahrerin                                                                      | 68    |       |
| 4. August  | Juri Borissowitsch Lewitan        | sowjetischer Radiosprecher                                                                           | 68    |       |
| 4. August  | Adele List                        | österreichische Modistin                                                                             | 89    |       |
| 4. August  | Alfred Nakache                    | französischer Schwimmer                                                                              | 67    |       |
| 4. August  | Otto Reitzenstein                 | deutscher Jurist                                                                                     | 72    |       |
| 4. August  | Karl Tischlinger                  | deutscher Schauspieler                                                                               | 72    |       |
| 4. August  | Johann Tschida                    | österreichischer Beamter und Politiker (ÖVP), Abgeordneter zum Nationalrat, Mitglied des Bundesrates | 67    |       |
| 5. August  | Bart J. Bok                       | niederländisch-US-amerikanischer Astronom                                                            | 77    |       |
| 5. August  | Judy Canova                       | US-amerikanische Schauspielerin, Komikerin und Radiomoderatorin                                      | 69    |       |
| 5. August  | Herbert von Einem                 | deutscher Kunsthistoriker                                                                            | 78    |       |
| 5. August  | Egon Endres                       | deutscher Politiker (CDU), MdA                                                                       | 80    |       |
| 5. August  | Joseph Oliva Huot                 | US-amerikanischer Politiker                                                                          | 65    |       |
| 5. August  | Walter Kuhn                       | deutscher Volkskundler und Siedlungshistoriker                                                       | 79    |       |
| 5. August  | Nakamura Kusatao                  | japanischer Haiku-Dichter                                                                            | 82    |       |
| 5. August  | Joan Robinson                     | britische Ökonomin                                                                                   | 79    |       |
| 5. August  | Ralph James Scott                 | US-amerikanischer Politiker                                                                          | 77    |       |
| 5. August  | Johann Sklenka                    | österreichischer Komponist, Kabarettist, Schauspieler und Regisseur                                  | 72    |       |
| 6. August  | John Bernard                      | US-amerikanischer Politiker                                                                          | 90    |       |
| 6. August  | Ursula von Gersdorff              | deutsche Militärhistorikerin                                                                         | 72    |       |
| 6. August  | Tilly Hütter                      | deutsche Schriftstellerin, Hörfunk-, Fernseh- und Bühnenautorin                                      | 58    |       |
| 6. August  | August Jänchen                    | deutscher Politiker (LDP, FDP), MdA                                                                  | 90    |       |
| 6. August  | Klaus Nomi                        | deutscher Sänger, Countertenor und Popsänger                                                         | 39    |       |
| 6. August  | Paul Pankoke                      | deutscher Politiker (SPD), MdL                                                                       | 77    |       |
| 6. August  | Horst-Bodo Schuwirth              | deutscher Militär, Generalmajor der Bundeswehr                                                       |       |       |
| 6. August  | Johannes Siemes                   | deutscher Jesuit, Philosoph und Autor                                                                | 75    |       |
| 6. August  | Gabriele Strecker                 | deutsche Ärztin, Journalistin und Frauenpolitikerin (CDU), MdL                                       | 78    |       |
| 7. August  | Nicolae Brânzeu                   | rumänischer Komponist und Dirigent                                                                   | 75    |       |
| 7. August  | Günther Buck                      | deutscher Philosoph und Pädagoge                                                                     | 58    |       |
| 7. August  | Alexander von Dörnberg            | deutscher Jurist und Politiker (NSDAP)                                                               | 82    |       |
| 7. August  | Pierre Hirschinger                | französischer Radrennfahrer                                                                          | 77    |       |
| 7. August  | Helene Overlach                   | deutsche Politikerin (KPD), MdR                                                                      | 89    |       |
| 7. August  | Robert Servatius                  | deutscher Rechtsanwalt                                                                               | 88    |       |
| 7. August  | Angela Stadtherr                  | österreichische Kunsthandwerkerin                                                                    | 84    |       |
| 7. August  | Bernhard Suttner                  | bayerischer Politiker (BVP und CSU), MdL, Mitglied im bayerischen Senat                              | 75    |       |
| 8. August  | Max Allenspach                    | Schweizer Lehrer, Schriftsteller, Kulturkritiker und Lyriker                                         | 85    |       |
| 8. August  | Hanna Bekker vom Rath             | deutsche Malerin, Sammlerin und Kunsthändlerin                                                       | 89    |       |
| 8. August  | Josef Berger                      | österreichischer Komponist, Vater von Senta Berger                                                   | 80    |       |
| 8. August  | Zalman Grinberg                   | litauisch-US-amerikanischer Arzt                                                                     | 70    |       |
| 8. August  | Wild Bill Moore                   | US-amerikanischer R&B- und Jazzmusiker                                                               | 65    |       |
| 8. August  | Emanoil Petruț                    | rumänischer Schauspieler                                                                             | 51    |       |
| 8. August  | Martin Tegtmeyer                  | deutscher Tierzüchter                                                                                | 76    |       |
| 8. August  | Hans Tittel                       | deutscher sozialistischer Politiker und Gewerkschafter                                               | 88    |       |
| 9. August  | Don Ewell                         | US-amerikanischer Jazz- und Stride-Pianist                                                           | 66    |       |
| 9. August  | Aminollah Hossein                 | persisch-französischer Komponist                                                                     |       |       |
| 9. August  | Walter Klam                       | deutscher Schauspieler und Hörspielsprecher                                                          | 79    |       |
| 9. August  | Rudo Schwarz                      | deutscher Maler, Zeichner, Fotograf und Autor                                                        | 76    |       |
| 10. August | José Baptista Pinheiro de Azevedo | portugiesischer Militär, Politiker und Ministerpräsident Portugals                                   | 66    |       |
| 10. August | Helmut Becker                     | deutscher Geologe                                                                                    | 82    |       |
| 10. August | John Cullberg                     | schwedischer lutherischer Theologe und Bischof                                                       | 88    |       |
| 10. August | Richard Gäng                      | deutscher Heimat- und Mundartdichter                                                                 | 84    |       |
| 10. August | Henrik Groth                      | norwegischer Verleger und Essayist                                                                   | 79    |       |
| 10. August | Werner Hofmann                    | deutscher Grafiker und Maler                                                                         | 75    |       |
| 10. August | Hans Lucke                        | deutscher Ingenieur und Schriftsteller                                                               |       |       |
| 10. August | Suzanne Perrottet                 | Schweizer Tänzerin und Pädagogin                                                                     | 93    |       |
| 10. August | Ruben Rausing                     | schwedischer Erfinder und Unternehmer                                                                | 88    |       |
| 11. August | Eberhard Achterberg               | deutscher Religionswissenschaftler und nationalsozialistischer Funktionär                            | 73    |       |
| 11. August | Johannes Curth                    | deutscher Schauspieler und Regisseur                                                                 | 84    |       |
| 11. August | Walter Kutz                       | deutscher Maler, Ausstatter und Filmarchitekt                                                        | 79    |       |
| 11. August | Gustav Sandgren                   | schwedischer Schriftsteller                                                                          | 78    |       |
| 11. August | George Wigg, Baron Wigg           | britischer Politiker (Labour Party), Mitglied des House of Commons                                   | 82    |       |
| 11. August | Yamamoto Satsuo                   | japanischer Filmregisseur                                                                            | 73    |       |
| 12. August | Diego Arenhoevel                  | deutscher römisch-katholischer Theologe                                                              |       |       |
| 12. August | Mouse Bonati                      | US-amerikanischer Jazzmusiker                                                                        | 53    |       |
| 12. August | Theodor Burchardi                 | deutscher Marineoffizier und Admiral im Zweiten Weltkrieg                                            | 91    |       |
| 12. August | Artemio Franchi                   | italienischer Fußballfunktionär                                                                      | 61    |       |
| 12. August | Herbert Kellner                   | deutscher Politiker (SPD), MdL (Baden-Württemberg)                                                   | 65    |       |
| 12. August | Edmund Kolbe                      | deutscher Maler                                                                                      | 85    |       |
| 12. August | Franz Radziwill                   | deutscher Maler                                                                                      | 88    |       |
| 13. August | Margarete Fechner                 | deutsche Politikerin (SPD), Mitglied der Stadtverordnetenversammlung von Groß-Berlin                 | 84    |       |
| 13. August | Paul Herbert Freyer               | deutscher Schriftsteller                                                                             | 62    |       |
| 13. August | Franz Fröhlich                    | österreichischer Ingenieur, Manager und Hochschullehrer                                              | 84    |       |
| 13. August | Leo Haas                          | deutscher Zeichner und Karikaturist                                                                  | 82    |       |
| 13. August | Zdeněk Liška                      | tschechoslowakischer Komponist                                                                       | 61    |       |
| 13. August | Ernst Teichmann                   | deutscher Theologe                                                                                   | 77    |       |
| 13. August | Hans Wissebach                    | deutscher Jurist und Politiker (CDU), MdB                                                            | 63    |       |
| 14. August | Heinrich von Behr                 | deutscher Offizier der Wehrmacht und der Bundeswehr                                                  | 81    |       |
| 14. August | Rainer Brambach                   | deutsch-schweizerischer Schriftsteller                                                               | 66    |       |
| 14. August | Robert Bray                       | britischer General                                                                                   | 75    |       |
| 14. August | Wilhelm Cleven                    | deutscher Geistlicher, Weihbischof in Köln                                                           | 90    |       |
| 14. August | Jewgeni Alexandrowitsch Gnedin    | sowjetischer Journalist und Diplomat                                                                 | 84    |       |
| 14. August | Musine Kokalari                   | albanische Schriftstellerin und Dissidentin                                                          | 66    |       |
| 14. August | Omer Létourneau                   | kanadischer Organist, Pianist, Komponist, Musikverleger und -pädagoge                                | 92    |       |
| 14. August | Alceu Amoroso Lima                | brasilianischer Schriftsteller, Literaturkritiker und Politiker                                      | 89    |       |
| 14. August | Arthur Mole                       | US-amerikanischer Fotograf                                                                           | 94    |       |
| 14. August | Alfred Rust                       | deutscher Archäologe                                                                                 | 83    |       |
| 15. August | Leopold Birstinger                | österreichischer Maler und Grafiker                                                                  | 79    |       |
| 15. August | Miquel Crusafont i Pairó          | katalanischer Paläontologe                                                                           | 72    |       |
| 15. August | Mitsuaki Kanno                    | japanischer Jazzmusiker und Filmkomponist                                                            | 44    |       |
| 15. August | Marc Porel                        | französischer Schauspieler                                                                           | 34    |       |
| 15. August | Erich Tursch                      | deutscher Maler, Graphiker und Kunsterzieher                                                         | 81    |       |
| 15. August | Edward R. Weidlein                | US-amerikanischer Chemiker                                                                           | 96    |       |
| 16. August | Earl Averill                      | US-amerikanischer Baseballspieler                                                                    | 81    |       |
| 16. August | Felipe de Jesús Cueto González    | mexikanischer Ordensgeistlicher, römisch-katholischer Bischof von Tlalnepantla                       | 79    |       |
| 16. August | René Duverger                     | französischer Gewichtheber                                                                           | 72    |       |
| 16. August | Ina Jun-Broda                     | jugoslawische Lyrikerin und Übersetzerin                                                             | 83    |       |
| 16. August | Giuliano Nostini                  | italienischer Florettfechter                                                                         | 70    |       |
| 16. August | Anton Schoendlinger               | donauschwäbischer Komponist                                                                          | 63    |       |
| 16. August | Heinz Warneke                     | deutsch-amerikanischer Bildhauer                                                                     | 88    |       |
| 17. August | Ira Gershwin                      | US-amerikanischer Liedtexter und Librettist                                                          | 86    |       |
| 17. August | Yehuda Ludwig Lowe                | israelischer Agronom                                                                                 | 78    |       |
| 17. August | Adolf Raegener                    | deutscher Offizier, zuletzt Generalleutnant im Zweiten Weltkrieg                                     | 88    |       |
| 17. August | Willi Rieple                      | deutscher Pädagoge und Politiker (SPD), MdL                                                          | 85    |       |
| 17. August | Sidi Tal                          | österreichisch-sowjetische Sängerin und Schauspielerin                                               | 70    |       |
| 18. August | Mario Castro                      | chilenischer Fußballspieler                                                                          | 59    |       |
| 18. August | Adolf Frankl                      | österreichischer Maler                                                                               | 80    |       |
| 18. August | Nikolaus Pevsner                  | deutsch-britischer Kunsthistoriker                                                                   | 81    |       |
| 18. August | Karl Josef Walter                 | deutscher Komponist, Domorganist und Hochschullehrer                                                 | 90    |       |
| 18. August | Jan Zachwatowicz                  | polnischer Architekt, Kunsthistoriker und Denkmalpfleger                                             | 83    |       |
| 19. August | Rudolf Adametz                    | deutscher Politiker (SPD)                                                                            | 60    |       |
| 19. August | Zofia Mrozowska                   | polnische Schauspielerin                                                                             | 60    |       |
| 19. August | Horst Naudé                       | deutscher Verwaltungsjurist und Landrat                                                              | 87    |       |
| 19. August | Clara Nef                         | Schweizer Frauenrechtlerin                                                                           | 98    |       |
| 19. August | Hans Krull                        | deutscher Schauspieler, Hörspielsprecher und Regisseur                                               | 67    |       |
| 20. August | Michael Bernacchi                 | britischer Regierungsbeamter und Diplomat                                                            | 72    |       |
| 20. August | Harry Frieda                      | US-amerikanischer Leichtathlet                                                                       | 81    |       |
| 20. August | Gerhard von Graevenitz            | deutscher kinetischer Künstler und Grafiker                                                          | 48    |       |
| 20. August | Wilhelm Mantel                    | deutscher Forstbeamter, Forstwissenschaftler und Sachbuchautor                                       | 79    |       |
| 20. August | Aleksandar Ranković               | jugoslawischer Politiker der Kommunistischen Partei und Geheimdienstchef                             | 73    |       |
| 20. August | Adolf Schreiber                   | liechtensteinischer Radsportler                                                                      | 69    |       |
| 20. August | Georges Spénale                   | französischer Politiker (PS), MdEP; Präsident des Europäischen Parlaments                            | 69    |       |
| 20. August | Emanuel Winternitz                | österreichischer Jurist und US-amerikanischer Musikwissenschaftler                                   | 85    |       |
| 21. August | Benigno Aquino junior             | philippinischer Politiker                                                                            | 50    |       |
| 21. August | Theodor Diener                    | Schweizer Kirchenmusiker und Komponist                                                               | 74    |       |
| 21. August | Gene Force                        | US-amerikanischer Autorennfahrer                                                                     | 67    |       |
| 21. August | Friedrich Kreibaum                | deutscher Jurist, Unternehmer und Politiker (FDP), MdB                                               | 80    |       |
| 21. August | Filippo Maria Pontani             | italienischer Klassischer Philologe, Neogräzist und Hochschullehrer                                  | 70    |       |
| 22. August | Elsa Chauvel                      | australische Schauspielerin                                                                          | 85    |       |
| 22. August | Frederick Gardiner                | kanadischer Politiker                                                                                | 88    |       |
| 22. August | Nicolae Georgescu                 | rumänischer Fußballspieler                                                                           | 47    |       |
| 22. August | Hans Schalla                      | deutscher Schauspieler und Theaterintendant                                                          | 79    |       |
| 22. August | Alice Stoffel                     | französische Schwimmerin                                                                             | 77    |       |
| 22. August | Mario Tadini                      | italienischer Automobilrennfahrer und Unternehmer                                                    | 77    |       |
| 23. August | Gerald Frank Anderson             | britischer Schachkomponist und Jagdflieger                                                           | 86    |       |
| 23. August | Joseph Bollig                     | deutscher Politiker (CDU), MdL                                                                       | 77    |       |
| 23. August | Paul Franklin Clark               | US-amerikanischer Bakteriologe und Hochschullehrer                                                   | 101   |       |
| 23. August | Friedrich Jelpke                  | deutscher Architekt und Landesplaner                                                                 | 62    |       |
| 23. August | Lothar Kwasnitza                  | deutscher Architekt                                                                                  | 54    |       |
| 23. August | Norbert Ley                       | deutscher Volkswirt                                                                                  | 79    |       |
| 23. August | Walter Schmid                     | Schweizer Komponist und Musikpädagoge                                                                | 77    |       |
| 23. August | Hans Julius Wolff                 | deutscher Rechtshistoriker                                                                           | 80    |       |
| 24. August | Jerzy Edigey                      | polnischer Anwalt und Schriftsteller                                                                 | 71    |       |
| 24. August | Erich Ganzenmüller                | deutscher Politiker (CDU), MdL                                                                       | 69    |       |
| 24. August | James Kealoha                     | US-amerikanischer Politiker                                                                          | 75    |       |
| 24. August | Kalevi Kotkas                     | finnischer Leichtathlet                                                                              | 70    |       |
| 24. August | Scott Nearing                     | US-amerikanischer Umweltschützer, Pädagoge, Friedensaktivist und Schriftsteller                      | 100   |       |
| 24. August | Thomas Ring                       | deutscher Maler, Dichter und Astrologe                                                               | 90    |       |
| 24. August | Pentti Saarikoski                 | finnischer Dichter und Übersetzer                                                                    | 45    |       |
| 25. August | Dietrich Bartels                  | deutscher Geograph                                                                                   | 52    |       |
| 25. August | Walter Borning                    | deutscher Funktionär, Abteilungsleiter des ZK der SED sowie Generalleutnant der NVA                  | 63    |       |
| 25. August | Adolf Herbst                      | Schweizer Maler                                                                                      | 74    |       |
| 25. August | Jean Kugeler                      | luxemburgischer Kunstturner                                                                          | 73    |       |
| 25. August | Henrietta Melia Larson            | US-amerikanische Hochschullehrerin, Herausgeberin und Schriftstellerin                               | 88    |       |
| 25. August | Wilhelm Mader                     | deutscher Politiker (SPD), MdL                                                                       | 69    |       |
| 26. August | Christo Bajew                     | bulgarischer Opern- und Operettensänger                                                              | 61    |       |
| 26. August | Herwig Blankertz                  | deutscher Pädagoge                                                                                   | 55    |       |
| 26. August | Gertrud Brendler                  | deutsche Schauspielerin                                                                              | 84    |       |
| 26. August | Alexander Easterman               | britischer Jurist und Journalist                                                                     | 92    |       |
| 26. August | Gabriel Fernández Ledesma         | mexikanischer Maler, Bildhauer und Graphiker                                                         | 83    |       |
| 26. August | Margaret Rock                     | britische Kryptoanalytikerin                                                                         | 80    |       |
| 27. August | Walter Gabriel                    | deutscher evangelischer Theologe und Mitglied der Bekennenden Kirche                                 | 95    |       |
| 27. August | Elisabeth Ganswindt               | deutsche Politikerin (CDU), MdB                                                                      | 83    |       |
| 27. August | Bill Stein                        | US-amerikanischer American-Football-Spieler                                                          | 84    |       |
| 28. August | José Bergamín                     | spanischer Schriftsteller                                                                            | 87    |       |
| 28. August | Mario Bonomo                      | italienischer Skispringer                                                                            | 71    |       |
| 28. August | Julius Büdel                      | deutscher Geograph                                                                                   | 80    |       |
| 28. August | Jan Clayton                       | US-amerikanische Schauspielerin                                                                      | 66    |       |
| 28. August | Karl Iffländer                    | deutscher Politiker (KPD, SED) und Gewerkschafter                                                    | 71    |       |
| 28. August | Edgar Jassmann                    | deutscher Chemiker                                                                                   | 56    |       |
| 28. August | François Kraut                    | französischer Geologe                                                                                |       |       |
| 28. August | Armand G. Sansoucy                | US-amerikanischer Politiker                                                                          | 73    |       |
| 28. August | Oskar Söhngen                     | deutscher evangelischer Theologe                                                                     | 82    |       |
| 28. August | Herbert Staude                    | deutscher Chemiker                                                                                   | 82    |       |
| 29. August | Leo Haubrich                      | deutscher Schriftsteller                                                                             | 86    |       |
| 29. August | Jakob Kluding                     | deutscher Journalist und Politiker (CDU), Bürgermeister und MdL Saarland und Rheinland-Pfalz         | 84    |       |
| 29. August | Decima Norman                     | australische Sprinterin, Weitspringerin und Hürdenläuferin                                           | 73    |       |
| 29. August | Simon Oakland                     | US-amerikanischer Schauspieler                                                                       | 68    |       |
| 29. August | Willi Rihm                        | deutscher Fußballspieler                                                                             | 47    |       |
| 29. August | Karl Wohlgemuth                   | österreichischer General                                                                             | 65    |       |
| 30. August | Cemal Kemal Altun                 | türkischer Asylbewerber                                                                              | 23    |       |
| 30. August | Viktor Bausch                     | deutscher Unternehmer der Papierindustrie                                                            |       |       |
| 30. August | Hansi Bochow-Blüthgen             | deutsche Übersetzerin                                                                                | 86    |       |
| 30. August | Helmuth Domizlaff                 | deutscher Antiquar                                                                                   | 81    |       |
| 30. August | William Goyen                     | US-amerikanischer Schriftsteller                                                                     | 68    |       |
| 30. August | Margarethe Hübsch                 | österreichische Fachärztin für Psychiatrie neu Neurologie und Euthanasiebeteiligte                   | 80    |       |
| 30. August | Gottlob Rettenmaier               | deutscher Porträt- und Landschaftsmaler                                                              | 72    |       |
| 30. August | Gerhard Storz                     | deutscher Schriftsteller, Wissenschaftler und Politiker (CDU), Kultusminister                        | 85    |       |
| 31. August | Eduard Bechteler                  | deutscher Kunstmaler und Bildhauer                                                                   | 93    |       |
| 31. August | John A. Carroll                   | US-amerikanischer Politiker (Demokratische Partei)                                                   | 82    |       |
| 31. August | Georges Schmitz                   | deutscher Psychologe und Hochschullehrer                                                             | 57    |       |
| 31. August | Derrick Sullivan                  | walisischer Fußballspieler                                                                           | 53    |       |
| August     | Emilio Capacetti                  | puerto-ricanischer Sänger                                                                            | 88    |       |
| August     | Robert Fritz                      | deutscher Jurist                                                                                     | 93    |       |
| August     | Kai Möller                        | deutscher Schauspieler und Hörspielautor                                                             | 80    |       |

## September
| Tag           | Name                                    | Beruf, bekannt als                                                                                              | Alter | Beleg |
| ------------- | --------------------------------------- | --- | ----- | ----- |
| 1. September  | Ricardo Alvarado Gallardo               | salvadorianischer Diplomat                                                                                      | 69    |       |
| 1. September  | Arthur Herzog Jr.                       | amerikanischer Komponist                                                                                        | 82    |       |
| 1. September  | Henry M. Jackson                        | US-amerikanischer Politiker                                                                                     | 71    |       |
| 1. September  | Larry McDonald                          | US-amerikanischer Politiker                                                                                     | 48    |       |
| 1. September  | Gilbert Ravanel                         | französischer Skispringer, Nordischer Kombinierer und Skilangläufer                                             | 83    |       |
| 2. September  | Iwan Iwanowitsch Iljitschow             | sowjetischer Militär und Diplomat                                                                               | 78    |       |
| 2. September  | Nino Marchetti                          | italienischer Schauspieler und Synchronsprecher                                                                 | 78    |       |
| 2. September  | Maruja Pacheco Huergo                   | argentinische Pianistin, Komponistin, Sängerin, Schauspielerin und Dichterin                                    | 67    |       |
| 2. September  | Ferenc Plattkó                          | ungarischer Fußballspieler und -trainer                                                                         | 84    |       |
| 2. September  | Charlotte Rudolph                       | deutsche Fotografin                                                                                             | 87    |       |
| 3. September  | Carl Drews                              | deutscher Kameramann                                                                                            | 89    |       |
| 3. September  | Ellie Lambeti                           | griechische Schauspielerin                                                                                      | 57    |       |
| 3. September  | Hans von Oettingen                      | deutscher Schriftsteller                                                                                        | 64    |       |
| 3. September  | Derek de Solla Price                    | britischer Wissenschaftler, Begründer der Szientometrie                                                         | 61    |       |
| 3. September  | Otto Reitz                              | deutscher Automobilkonstrukteur                                                                                 | 84    |       |
| 3. September  | Eduard Roller                           | deutscher Verwaltungsjurist                                                                                     | 91    |       |
| 3. September  | Josef Rudin                             | Schweizer Jesuit, Tiefenpsychologe und Hochschullehrer                                                          | 75    |       |
| 3. September  | Joachim Schulz                          | deutscher Jurist, Bürgermeister von Itzehoe                                                                     | 82    |       |
| 3. September  | Piero Sraffa                            | italienischer Wirtschaftswissenschaftler                                                                        | 85    |       |
| 3. September  | József Takács                           | ungarischer Fußballspieler                                                                                      | 79    |       |
| 4. September  | Ike Armstrong                           | amerikanischer American-Football-Trainer                                                                        | 88    |       |
| 4. September  | Paul Hans Eberhard                      | Schweizer Bobsportler                                                                                           | 65    |       |
| 4. September  | Katsutoshi Nekoda                       | japanischer Volleyballspieler                                                                                   | 39    |       |
| 4. September  | Wassyl Remeslo                          | ukrainisch-sowjetischer Agrarwissenschaftler                                                                    | 76    |       |
| 4. September  | Harry Weltzin                           | deutscher Soldat, Todesopfer an der innerdeutschen Grenze                                                       | 28    |       |
| 5. September  | Richard Deming                          | US-amerikanischer Autor von Kurzgeschichten und Kriminalromanen                                                 | 68    |       |
| 5. September  | Adolf Kaempffer                         | deutscher Schriftsteller                                                                                        | 87    |       |
| 5. September  | Antonio Mairena                         | spanischer Flamenco-Sänger                                                                                      | 73    |       |
| 5. September  | Wolfgang Mülberger                      | deutscher Politiker, Oberbürgermeister von Tübingen                                                             | 83    |       |
| 5. September  | Herbert Rappaport                       | österreichisch-sowjetischer Filmregisseur                                                                       | 75    |       |
| 6. September  | Rudolf Eickhoff                         | deutscher Politiker (DP, CDU), MdL, MdB                                                                         | 81    |       |
| 6. September  | David Gray                              | britischer Sportjournalist, Tennisfunktionär                                                                    | 55    |       |
| 6. September  | Helmut Horn                             | deutscher Jurist                                                                                                | 68    |       |
| 6. September  | Oskar Munzinger                         | deutscher Jurist und Politiker (SPD), MdB, MdL                                                                  | 72    |       |
| 6. September  | Karl Petri                              | deutscher Politiker (SPS, SPD), MdL                                                                             | 70    |       |
| 6. September  | Bernhard Welte                          | deutscher Theologe und Philosoph                                                                                | 77    |       |
| 7. September  | Justus Bockemühl                        | deutscher Jurist, Heimatforscher und Autor zur Frühgeschichte des Herzogtums Berg                               | 52    |       |
| 7. September  | Boris Hagelin                           | schwedischer Unternehmer                                                                                        | 91    |       |
| 7. September  | Hans Münch                              | Schweizer Dirigent                                                                                              | 90    |       |
| 7. September  | Tore Rilton                             | schwedischer Arzt, Schachspieler und Schachmäzen                                                                | 79    |       |
| 7. September  | Joseph Schröffer                        | deutscher Theologe, Bischof von Eichstätt und Kurienerzbischof                                                  | 80    |       |
| 8. September  | Ibrahim Abbud                           | sudanesischer Politiker, Präsident Sudans                                                                       | 82    |       |
| 8. September  | Ernst Degner                            | deutscher Motorradrennfahrer und Weltmeister                                                                    | 51    |       |
| 8. September  | Wilhelm Hauser                          | deutscher Hochschullehrer                                                                                       | 100   |       |
| 8. September  | Wim Kan                                 | niederländischer Kabarettist                                                                                    | 72    |       |
| 8. September  | Antonin Magne                           | französischer Radrennfahrer                                                                                     | 79    |       |
| 8. September  | Franz Winzinger                         | deutscher Maler, Kunsthistoriker, Restaurator und Hochschullehrer                                               | 73    |       |
| 8. September  | Alexander Ecklebe                       | deutscher Komponist, Musiker und Hörfunkmitarbeiter                                                             | 79    |       |
| 9. September  | Luis Monti                              | argentinisch-italienischer Fußballspieler                                                                       | 82    |       |
| 9. September  | Josef Signer                            | Schweizer Musiker und Dirigent                                                                                  | 79    |       |
| 10. September | Nikolai Wladimirowitsch Agejew          | russischer Physiker, Metallurg und Hochschullehrer                                                              | 80    |       |
| 10. September | Hanns Arens                             | deutscher Schriftsteller, Lektor, Verleger und Kritiker                                                         | 82    |       |
| 10. September | Felix Bloch                             | schweizerisch-US-amerikanischer Physiker                                                                        | 77    |       |
| 10. September | Victor Ciocâltea                        | rumänischer Schachspieler                                                                                       | 51    |       |
| 10. September | Nils Engdahl                            | schwedischer Leichtathlet                                                                                       | 84    |       |
| 10. September | Gerhard Förster                         | deutscher Historiker                                                                                            | 49    |       |
| 10. September | Kadri Hazbiu                            | albanischer kommunistischer Politiker                                                                           | 61    |       |
| 10. September | Jon Brower Minnoch                      | US-amerikanischer Gewichtsrekordler, schwerster Mensch aller Zeiten                                             | 41    |       |
| 10. September | Alice Ramsey                            | US-amerikanische Automobilpionierin                                                                             | 96    |       |
| 10. September | Alfred Urbański                         | polnischer Politiker, Ministerpräsident der Polnischen Exilregierung                                            | 84    |       |
| 10. September | Balthazar Johannes Vorster              | südafrikanischer Politiker und Staatspräsident                                                                  | 67    |       |
| 10. September | Helga Zöllner                           | ungarische Eiskunstläuferin                                                                                     | 42    |       |
| 11. September | Ernst Diedenhofen                       | deutscher Politiker der NSDAP                                                                                   | 84    |       |
| 11. September | Karl-Heinz Kahl                         | deutscher Sportler, Motorbootrennfahrer                                                                         | 56    |       |
| 11. September | Otto Kähler                             | deutscher Volkswirt                                                                                             | 78    |       |
| 11. September | František Kutnar                        | tschechischer Historiker                                                                                        | 79    |       |
| 11. September | Paul Lewitt                             | deutscher Schauspieler und Regisseur                                                                            | 88    |       |
| 11. September | Brian Muir                              | australischer Autorennfahrer                                                                                    | 52    |       |
| 11. September | Ralph Murray                            | britischer Diplomat                                                                                             | 75    |       |
| 12. September | Martin Boyken                           | deutscher Lokalpolitiker; Oberbürgermeister von Hildesheim                                                      | 75    |       |
| 12. September | Sabin Carr                              | US-amerikanischer Leichtathlet                                                                                  | 79    |       |
| 12. September | Willy Fleckhaus                         | deutscher Designer und Journalist                                                                               | 57    |       |
| 12. September | Wolf Hagemann                           | deutscher Offizier, zuletzt Generalleutnant im Zweiten Weltkrieg                                                | 85    |       |
| 12. September | Roman Sikorski                          | polnischer Mathematiker                                                                                         | 63    |       |
| 13. September | Franz Marschall                         | Schweizer Agrarwissenschaftler                                                                                  | 67    |       |
| 13. September | Adolf Schaedler                         | Schweizer Flugpionier                                                                                           | 90    |       |
| 14. September | Henri Anet                              | Schweizer Politiker                                                                                             | 88    |       |
| 14. September | Alberto Dalbés                          | argentinischer Schauspieler                                                                                     | 61    |       |
| 14. September | Thomas Absolem McCabe                   | australischer Geistlicher, römisch-katholischer Bischof                                                         | 81    |       |
| 14. September | Wilhelm Rohrmann                        | deutscher Jurist, Kriminalpolizist, SS-Hauptsturmführer                                                         | 77    |       |
| 15. September | Big Fletchit                            | panamaischer Jazzschlagzeuger                                                                                   | 67    |       |
| 15. September | Willie Bobo                             | US-amerikanischer Jazzperkussionist                                                                             | 49    |       |
| 15. September | Kuno Brandel                            | deutscher Gewerkschafter, Journalist und Antifaschist                                                           | 75    |       |
| 15. September | Francisco Corzas Chávez                 | mexikanischer Maler                                                                                             | 46    |       |
| 15. September | William J. Fellner                      | US-amerikanischer Wirtschaftswissenschaftler                                                                    | 78    |       |
| 15. September | Johnny Hartman                          | US-amerikanischer Jazzsänger                                                                                    | 60    |       |
| 15. September | Johann Horvath                          | österreichischer Politiker (CS), Landtagsabgeordneter                                                           | 82    |       |
| 15. September | Herbert Karrenberg                      | deutscher Geologe                                                                                               | 74    |       |
| 15. September | Ernst Langguth                          | deutscher Politiker (KPD, SED)                                                                                  | 74    |       |
| 15. September | Paul Maasland                           | niederländischer Ruderer                                                                                        | 79    |       |
| 15. September | Irene Meyer-Hanno                       | deutsche Pianistin, Klavierlehrerin und Korrepetitor                                                            | 83    |       |
| 15. September | Anneliese Niethammer                    | deutsche Botanikerin und Hochschullehrerin                                                                      | 82    |       |
| 15. September | Prince Far I                            | jamaikanischer Musikproduzent                                                                                   | 39    |       |
| 15. September | LeRoy Prinz                             | US-amerikanischer Choreograf und Tänzer, Filmregisseur, Filmproduzent und Filmschauspieler                      | 88    |       |
| 15. September | Friedrich Scherfke                      | polnischer Fußballspieler für Polen, Vertriebener                                                               | 74    |       |
| 16. September | Virginia Cowles                         | britische Journalistin und Schriftstellerin                                                                     | 73    |       |
| 16. September | Henry Grace                             | US-amerikanischer Ausstatter und Filmarchitekt                                                                  | 76    |       |
| 16. September | Florence Owens Thompson                 | US-amerikanische Wanderarbeiterin in der Weltwirtschaftskrise 1936 auf dem Foto „Migrant Mother“ von Dorothe... | 80    |       |
| 16. September | Frank Woodruff                          | US-amerikanischer Regisseur und Filmproduzent                                                                   | 77    |       |
| 17. September | Otto-Theodor Brouwer                    | deutscher Politiker (DP, GDP, NPD), MdBB                                                                        | 77    |       |
| 17. September | Erwin Klein                             | österreichischer Unternehmer                                                                                    | 59    |       |
| 17. September | Rudolf Lehmann                          | deutscher SS-Standartenführer der Leibstandarte SS Adolf Hitler                                                 | 69    |       |
| 17. September | Max Marcus                              | deutscher Chirurg                                                                                               | 90    |       |
| 17. September | Hans Mayer-Wegelin                      | deutscher Forstwissenschaftler und Hochschullehrer                                                              | 86    |       |
| 17. September | Massimo Righi                           | italienischer Schauspieler                                                                                      | 48    |       |
| 17. September | Humberto Sousa Medeiros                 | US-amerikanischer Geistlicher, Kardinal der römisch-katholischen Kirche                                         | 67    |       |
| 17. September | Rosa von Österreich                     | österreichische Erzherzogin                                                                                     | 76    |       |
| 17. September | Konstantin Michailowitsch Poliwanow     | sowjetischer Elektro-Physiker                                                                                   | 78    |       |
| 17. September | Llambi Ziçishti                         | albanischer kommunistischer Politiker                                                                           | 59    |       |
| 18. September | Madschid Arslan                         | libanesischer Nationalheld und Politiker                                                                        | 75    |       |
| 18. September | Annette Kar Baxter                      | US-amerikanische Historikerin                                                                                   | 56    |       |
| 18. September | Ernst Bräuning                          | deutscher Maler                                                                                                 | 62    |       |
| 18. September | Eduard Feer                             | Schweizer Diplomat                                                                                              | 88    |       |
| 18. September | Friedrich Heer                          | österreichischer Schriftsteller, Kulturhistoriker und Publizist                                                 | 67    |       |
| 18. September | Johann Janßen                           | deutscher Politiker (SPD), Oberbürgermeister in Wilhelmshaven                                                   | 87    |       |
| 18. September | Roy Milton                              | US-amerikanischer R&B und Blues-Musiker                                                                         | 76    |       |
| 18. September | Horst Teichmann                         | deutscher Physiker und Hochschullehrer                                                                          | 79    |       |
| 19. September | Josef Büscher                           | deutscher Schriftsteller                                                                                        | 65    |       |
| 19. September | Yusuf Dadoo                             | südafrikanischer Politiker                                                                                      | 74    |       |
| 19. September | Eugenio Donato                          | US-amerikanischer Romanist und Literaturwissenschaftler                                                         | 46    |       |
| 19. September | Hans Jähde                              | deutscher Politiker (NPD), MdL                                                                                  | 60    |       |
| 19. September | Hermann Lemperle                        | deutscher Kunsthistoriker und Leichtathlet                                                                      | 77    |       |
| 19. September | Bruno Pittermann                        | österreichischer Politiker (SPÖ), Abgeordneter zum Nationalrat                                                  | 78    |       |
| 19. September | Herbert Wilhelmi                        | deutscher Organist, Komponist und Musikpädagoge                                                                 | 87    |       |
| 20. September | Andy Beattie                            | schottischer Fußballspieler und -trainer                                                                        | 70    |       |
| 20. September | Ángel Labruna                           | argentinischer Fußballspieler und Fußballtrainer                                                                | 64    |       |
| 20. September | Paul Lakämper                           | deutscher Politiker (CDU), MdL                                                                                  | 57    |       |
| 20. September | Heinz Pick                              | deutscher Physiker                                                                                              | 70    |       |
| 20. September | Friedrich Christian zu Schaumburg-Lippe | deutscher Adeliger, Adjutant von Joseph Goebbels und Reichsredner der NSDAP                                     | 77    |       |
| 21. September | Josef Leutgeb                           | österreichischer Publizist und Heimatforscher                                                                   | 50    |       |
| 21. September | Erich Münch                             | Schweizer General                                                                                               | 96    |       |
| 21. September | Dolly Shepherd                          | britische Fallschirmspringerin                                                                                  | 86    |       |
| 21. September | Willy Trenk-Trebitsch                   | österreichischer Schauspieler                                                                                   | 81    |       |
| 21. September | Xavier Zubiri                           | spanischer Philosoph                                                                                            | 84    |       |
| 22. September | Qiao Guanhua                            | chinesischer Diplomat und Politiker                                                                             | 70    |       |
| 23. September | Fritz von Borries                       | deutscher Komponist, Kapellmeister und Musikpädagoge                                                            | 90    |       |
| 23. September | Pawel Michailowitsch Korotkow           | russischer Bandyspieler, Eishockeyspieler, -trainer und -funktionär sowie Fußballspieler                        | 76    |       |
| 23. September | Szolem Mandelbrojt                      | französischer Mathematiker                                                                                      | 84    |       |
| 23. September | Gerhard Schreiner                       | deutscher Politiker (ZENTRUM, FDP), MdL                                                                         | 76    |       |
| 23. September | Georges Vandenberghe                    | belgischer Radrennfahrer                                                                                        | 41    |       |
| 23. September | Hans F. Wilhelm                         | deutscher Filmregisseur, Synchronregisseur und Synchronsprecher                                                 | 77    |       |
| 24. September | Ladislav Horský                         | tschechoslowakischer Eishockeyspieler und -trainer                                                              | 56    |       |
| 24. September | Gyula Pap                               | ungarischer Maler, Lithograf, Silberschmied, Designer, Hochschullehrer und Bauhausschüler                       | 83    |       |
| 24. September | Karl Pawek                              | österreichischer Mitbegründer verschiedener Zeitschriften                                                       | 77    |       |
| 25. September | Maks Bajc                               | jugoslawischer Schauspieler                                                                                     | 63    |       |
| 25. September | Leopold III.                            | belgischer Adeliger, König der Belgier                                                                          | 81    |       |
| 25. September | Wilhelm Rescher                         | deutscher Politiker (KPD/SED), Oberbürgermeister von Potsdam                                                    | 72    |       |
| 25. September | Walter Volbehr                          | niederdeutscher Unterhaltungsschriftsteller                                                                     | 78    |       |
| 26. September | Tom Barlow                              | US-amerikanischer Basketball-Spieler                                                                            | 87    |       |
| 26. September | Helmuth Brinkmann                       | deutscher Vizeadmiral im Zweiten Weltkrieg                                                                      | 88    |       |
| 26. September | Henri Navarre                           | französischer General im Indochinakrieg                                                                         | 85    |       |
| 26. September | Maurice Ponte                           | französischer Physiker und Radar-Pionier in Frankreich                                                          | 81    |       |
| 26. September | Tino Rossi                              | französischer Schauspieler und Sänger                                                                           | 76    |       |
| 26. September | Ruth Carter Stapleton                   | US-amerikanische Evangelistin                                                                                   | 54    |       |
| 27. September | Gunnar Thoroddsen                       | isländischer Politiker                                                                                          | 72    |       |
| 27. September | Leo Kahn                                | deutsch-israelischer Maler                                                                                      | 89    |       |
| 27. September | Siegfried Kilian                        | deutscher Schauspieler                                                                                          | 54    |       |
| 27. September | Mychajlo Stelmach                       | ukrainisch-sowjetischer Schriftsteller des sozialistischen Realismus                                            | 71    |       |
| 28. September | Franz Herren                            | deutscher Agrarwissenschaftler und Ministerialbeamter                                                           | 83    |       |
| 28. September | David Thomas Lewis                      | US-amerikanischer Jurist und Politiker                                                                          | 71    |       |
| 28. September | Michail Alexandrowitsch Lifschitz       | sowjetischer marxistischer Literaturkritiker und Kunstphilosoph                                                 | 78    |       |
| 28. September | Karl Schulz                             | deutscher Filmproduzent und Regisseur                                                                           | 88    |       |
| 28. September | Dieter Seefranz                         | österreichischer Fernsehmoderator und Sportjournalist                                                           | 42    |       |
| 28. September | Roy Sullivan                            | Überlebender von sieben Blitzeinschlägen                                                                        | 71    |       |
| 28. September | Ko Willems                              | niederländischer Radrennfahrer                                                                                  | 82    |       |
| 29. September | Pierre Arraut                           | französischer Politiker, Mitglied der Nationalversammlung                                                       | 73    |       |
| 29. September | Edvīns Bietags                          | lettischer Ringer                                                                                               | 75    |       |
| 29. September | Max Fueter                              | Schweizer Bildhauer                                                                                             | 85    |       |
| 29. September | Hans C. W. Hartmuth                     | deutscher Unternehmer                                                                                           | 75    |       |
| 29. September | Alexander Alexandrowitsch Michailow     | russischer Astronom                                                                                             | 95    |       |
| 29. September | Alan Moorehead                          | britischer Journalist und Sachbuchautor                                                                         | 73    |       |
| 29. September | Berthe Trümpy                           | Schweizer Tänzerin, Tanzpädagogin und Choreografin                                                              | 88    |       |
| 29. September | Clemens von Velsen                      | deutscher Bergbauingenieur und Manager                                                                          | 78    |       |
| 30. September | Karl Braun                              | deutscher Politiker (SPD), MdL                                                                                  | 86    |       |
| 30. September | John Eugene Englekirk                   | US-amerikanischer Romanist, Hispanist und Lusitanist                                                            | 78    |       |
| 30. September | Franz Fischer                           | österreichischer Journalist und Staatsbeamter                                                                   | 70    |       |
| 30. September | Paul Haavaoks                           | estnischer Schriftsteller und Lyriker                                                                           | 59    |       |
| 30. September | Freddy Martin                           | US-amerikanischer Saxophonist und Bandleader                                                                    | 76    |       |
| 30. September | Albert Masnata                          | Schweizer Wirtschaftswissenschaftler                                                                            | 83    |       |
| 30. September | Ludwig Plank                            | deutscher Landwirt und Politiker (CSU)                                                                          | 87    |       |
| 30. September | Friedrich Schaarschmidt                 | deutscher Ingenieur, Manager und Unternehmer                                                                    | 91    |       |
| 30. September | Adele Sebastian                         | amerikanische Jazzmusikerin                                                                                     | 27    |       |
| September     | Marguerite Dockrell                     | irische Schwimmerin                                                                                             | 71    |       |
| September     | Johnny Gray                             | US-amerikanischer Jazz-Gitarrist                                                                                | 59    |       |